# Шейла Макінерні
Шейла Макінерні (англ. Sheila McInerney; нар. 22 лютого 1958) — колишня американська тенісистка.
Найвищим досягненням на турнірах Великого шолома було 3 коло в одиночному та парному розрядах.

## Фінали турнірів WTA

### Парний розряд:1 поразка
| Результат | Дата     | Турнір           | Покриття | Партнерка         | Суперниці                  | Рахунок  |
| --------- | -------- | ---------------- | -------- | ----------------- | -------------------------- | -------- |
| Поразка   | Сер 1978 | U.S. Clay Courts | Ґрунт    | Барбара Геллквіст | Гелена Анліот Гелле Спарре | 1–6, 3–6 |